# Roseana Sarney
Roseana Sarney, née le 1er juin 1953 à São Luís, est une sociologue et femme politique brésilienne.

## Biographie
Elle est la fille unique de José Sarney, homme politique et président de la République du Brésil de 1985 à 1990. Elle est membre de la Chambre des députés de 1991 à 1994, et la première gouverneure d'un état brésilien (l'État du Maranhão) entre 1994 et 2002, sénatrice de 2003 à 2009, date à laquelle elle redevient gouverneure de Maranhão, fonction qu'elle occupe jusqu'à sa démission,  le 10 décembre 2014.
En 2002, elle fait partie des favorites pour l'élection présidentielle, mais un scandale provoqué par une affaire de corruption la contraint à retirer sa candidature en avril 2002.

## Distinctions
- Grand croix de l'Ordre du Mérite culturel (Brésil)
- Grand-croix de l'ordre de l'Infant Dom Henri (Portugal)